# Gran Becca Blanchen
Gran Becca Blanchen – szczyt w Alpach Pennińskich, w masywie Mont Collon. Leży na granicy między Szwajcarią (kanton Valais) a Włochami (region Dolina Aosty). Szczyt można zdobyć ze schronisk Rifugio Nacamuli al Col Collon (2818 m), Bivacco de la Sasse (2973m) po stronie włoskiej oraz Bivouac de Aiguillette (3175m) po stronie szwajcarskiej.